# Бер (Нижний Рейн)
Бер (фр. Berg, эльз. Bärich), ранее Берг — коммуна на северо-востоке Франции в регионе Гранд-Эст (бывший Эльзас — Шампань — Арденны — Лотарингия), департамент Нижний Рейн, округ Саверн, кантон Ингвиллер. До марта 2015 года коммуна административно входила в состав упразднённого кантона Дрюлинген (округ Саверн).
Площадь коммуны — 7,72 км², население — 397 человек (2006) с тенденцией к стабилизации: 397 человек (2013), плотность населения — 51,4 чел/км².

## Население
Население коммуны в 2011 году составляло 429 человек, в 2012 году — 413 человек, а в 2013-м — 397 человек.
| 1962 | 1968 | 1975 | 1982 | 1990 | 1999 | 2006 | 2008 | 2011 | 2012 | 2013 |
| ---- | ---- | ---- | ---- | ---- | ---- | ---- | ---- | ---- | ---- | ---- |
| 453  | 411  | 410  | 436  | 428  | 405  | 397  | 410  | 429  | 413  | 397  |

Динамика населения:

## Экономика
В 2010 году из 272 человек трудоспособного возраста (от 15 до 64 лет) 194 были экономически активными, 78 — неактивными (показатель активности 71,3 %, в 1999 году — 67,9 %). Из 194 активных трудоспособных жителей работали 184 человека (106 мужчин и 78 женщин), 10 числились безработными (7 мужчин и 3 женщины). Среди 78 трудоспособных неактивных граждан 19 были учениками либо студентами, 22 — пенсионерами, а ещё 37 — были неактивны в силу других причин.